# Crotalaria deserticola
Crotalaria deserticola är en ärtväxtart som beskrevs av Baker f.. Crotalaria deserticola ingår i släktet sunnhampor, och familjen ärtväxter.

## Underarter
Arten delas in i följande underarter:
- C. d. deserticola
- C. d. orientalis